# 東京計装
東京計装株式会社（とうきょうけいそう）は東京都港区に本社を置く精密機器メーカー。
日本初の面積流量計の専業メーカーとして1954年、高野山太作によって創業され、約70年に亘って流量計、液面計を中心に流体計測機器を製造、販売している老舗である。

## 沿革
- 1954年　日本初の面積流量計専業メーカとして髙野山太作により創業。

- 1957年　液面計発売。

- 1960年　大阪営業所開設。原子力発電所に納入。各種海外プロジェクトに納入。

- 1964年　徳山・北九州営業所開設。

- 1969年　サーボバランス式レベル計発売。

- 1970年　石油備蓄関係国家プロジェクトに納入。

- 1972年　海外営業部創設、直接輸出を開始。

- 1973年　名古屋営業所開設。金属管微小流量面積流量計発売。

- 1976年　仙台営業所開設。

- 1977年　サーマルフロメータ発売。

- 1980年　高圧ガス試験製造事業所認定。

- 1981年　ドイツのKROHNE社と電磁流量計・超音波流量計で提携、電磁流量計発売。

- 1982年　超音波流量計発売。コンピュータタンクモニターシステムCATAMS発売。

- 1983年　厚木・大宮・静岡営業所開設。熱式質量流量計・羽根車流量計・コリオリ質量流量計発売。

- 1986年　マスフローコントローラ発売。高温用サーマルフローメータ発売。

- 1987年　USA KISTLER-MORSE社と販売提携。エンジンブローバイガス計測システム発売。

- 1988年　AMシリーズ、コンパクト面積流量計を発売。高圧用マスフローメータ/マスフローコントローラを発売。

- 1989年　クランプオンタイプ超音波流量計発売。

- 1990年　茨城・岡山・富山営業所開設。舶用レベル計システムCALTIS発売。

- 1993年　トルクチューブ式レベル計発売。ホール素子センサータイプ、舶用レベル計を発売。

- 1994年　米国McCROMETER社と提携、Vコーンフローメータ発売。　UCUF小口径超音波流量計をKROHNE社と共同開発、発売開始。

- 1995年　フランスAUXItrOL社と販売提携、舶用電波式液面計を発売。

- 1996年　米国 MTS 社と提携、磁歪式レベル計発売。

- 1998年　杉 時夫 社長就任　ISO9001 認証取得。

- 1999年　韓国に現地法人設立。台湾に生産工場設立。

- 2001年　長野営業所開設。

- 2004年　台湾、シンガポール、タイ、マレーシア、インドネシアに現地法人設立。

- 2005年　中国上海に現地法人設立。

- 2006年　（株）計装電子設立。

- 2007年　ISO14001 認証取得。

- 2008年　熊本営業所開設。東京計装ヨーロッパ設立。

- 2009年　中国福建省に生産工場設立。タイに生産工場設立中国重慶に生産、販売会社（合併会社）設立。

- 2010年　米国に現地法人設立。

- 2011年　沖縄工場設立。

- 2012年　東京計装アジアパシフィック（株）設立。韓国に生産工場設立。

- 2015年　横浜市に白山事業所設立。横浜営業所開設。

- 2017年　大阪営業所から大阪支店への名称変更および移転。

- 2018年　杉 亮一 社長就任。

- 2020年　横浜工場　新棟竣工。

## 関連会社
国内関連会社
- TICメンテナンス(株)

- 沖縄東京計装(株)[1]

- (株)計装機器製作所

- (株)計装電子

海外販売会社
- TOKYO KEISO KOREA CO., LTD.

- TOKYO KEISO TAIWAN CO., LTD.

- TOKYO KEISO （SHANGHAI）CO., LTD.

- TOKYO KEISO （BEIJING）CO., LTD.

- TOKYO KEISO （XIAMEN）CO., LTD.

- CHONGQING ENDURANCE & TOKYO KEISO INSTRUMENT CO.,LTD.

- BEIJING RIPENESS SANYUAN KEISO TECHNOLOGY CO., LTD.

- TOKYO KEISO ASIA PACIFIC PTE LTD.

- TOKYO KEISO SALES（THAILAND）CO., LTD.

- TOKYO KEISO（MALAYSIA）SDN．BHD.

- PT．TOKYO KEISO INDONESIA

- TOKYO KEISO CORPORATION OF AMERICA

- TOKYO KEISO EUROPE B.V.

海外生産会社
- TK FLOW ENGINEERING CO., LTD.

- NIKKEI INSTRUMENT MFG. CO., LTD.

- NISSOKU High-Tech CO., LTD.

- TOKYO KEISO（ZHANGZHOU）CO., LTD.

- CHONGQING ENDURANCE & TOKYO KEISO INSTRUMENT CO.,LTD.

- TOKYO KEISO (XIAN) INSTRUMENT CO., LTD.

- BEIJING RIPENESS SANYUAN KEISO TECHNOLOGY CO., LTD.

- TOKYO KEISO（THAILAND）CO., LTD.

- TOKYO KEISO VIETNAM CO., LTD.